# Baliaggi comuni

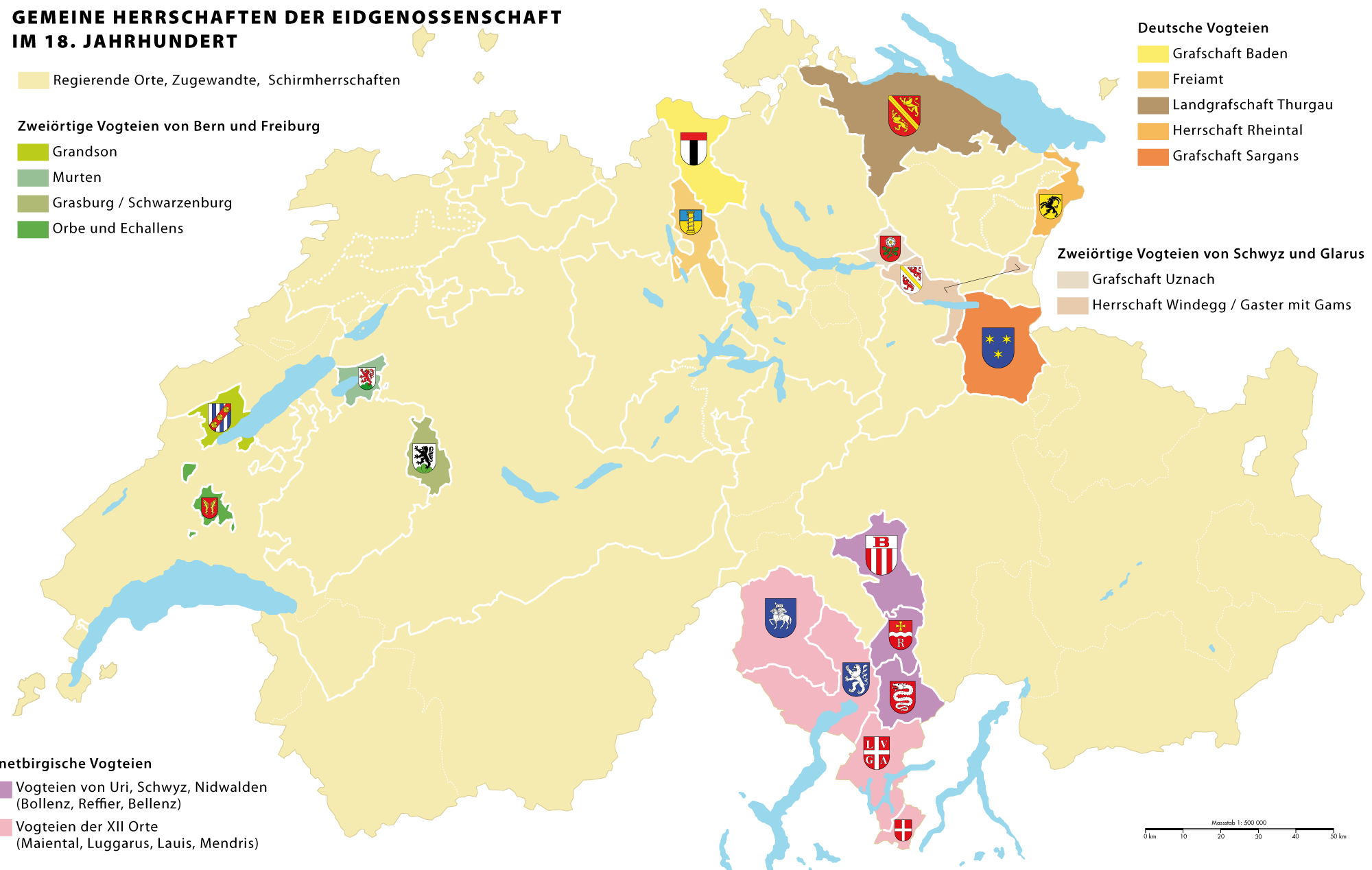
Mappa dell'ex Confederazione che mostra i vari baliaggi comuni nel XVIII secolo.

I baliaggi comuni (in tedesco Gemeine Herrschaften) erano, nella Vecchia Confederazione svizzera esistente prima del 1798, regioni amministrate congiuntamente da diversi Cantoni.

## Generalità
Nella vecchia Confederazione svizzera, i baliaggi comuni erano "Paesi soggetti" (in tedesco Untertanengebiete; in francese pays sujets) di alcuni cantoni, ma non di tutti.
In quanto "Paesi soggetti", i baliaggi comuni si differenziavano dai membri della Confederazione, in particolare dai:
- Cantoni di pieno diritto;
- "Paesi alleati" (in tedesco Zugewandte Orte; in francese pays alliés);

I "Paesi alleati" (in tedesco Zugewandte Orte; in francese pays alliés): città, paesi e signorie ecclesiastiche o secolari che, legati ai Cantoni da un patto di solito di durata indefinita (perpetua), erano considerati membri della Confederazione, pur non essendo Cantoni a pieno titolo.
All'interno dei "Paesi soggetti" si distinguevano nei baliaggi comuni:
- "Paesi protetti" o "protettorati" (in tedesco Schirmorte o Schirmherrschaften; in francese  pays protégés o protectorats): "Paesi soggetti" di uno o più Cantoni o "Paesi alleati", con maggiore autonomia rispetto ai baliaggi comuni, ma minore rispetto ai "Paesi alleati", che tuttavia avevano spesso un rapporto giuridico simile con i Cantoni (ad esempio, lo ius civile).

- "Paesi soggetti" di un singolo cantone.

A volte, in modo restrittivo, solo i "Paesi soggetti" di almeno tre cantoni sono definiti baliaggi comuni, mentre i "Paesi soggetti" di due cantoni sono definiti "baliaggi mediali". Più raramente, per analogia, ma impropriamente, vengono anche considerate come baliaggi comuni:
- Le cinque decanie superiori (la Lötschental): "terre soggette" alla Repubblica delle Sette Decanie (l'Alto Vallese).
- I tre baliaggi di Valtellina, Bormio e Chiavenna: "terre soggette" alle Tre Leghe Grigionesi - la Lega della Ca' di Dio, la Lega Grigia e la Lega delle Dieci Giurisdizioni.

I cantoni che controllavano un territorio esercitavano a turno l'amministrazione di quest'ultimo. Questo sistema fu introdotto dopo la conquista dell'Argovia nel 1415, e fu applicato soprattutto nelle regioni conquistate da più cantoni contemporaneamente.

## Baliaggi tedeschi
I “ baliaggi tedeschi” (in tedesco Deutsche Gemeine Vogteien) erano baliaggi in Argovia e nella Svizzera orientale che derivavano dai conflitti tra la Confederazione e gli Asburgo. Frutto di conquiste intraprese nel corso di operazioni militari da parte di diversi cantoni, essi gettarono le basi per questo tipo di amministrazione nella Confederazione.
In generale, i baliaggi tedeschi furono inizialmente governati dagli otto membri della Confederazione degli VIII Cantoni, ad eccezione di Berna. I cantoni di Friburgo, Soletta, Basilea e Sciaffusa, che in seguito si unirono alla Confederazione, non erano rappresentati. Dopo la seconda guerra di Villmergen, Berna assunse l'amministrazione di questi baliaggi; Berna, Glarona e Zurigo, riformati o parificati, esclusero poi i cantoni cattolici dall'amministrazione dei Freie Ämter inferiori e del baliaggio di Baden.
I baliaggi tedeschi erano:
- I Freie Ämter (letteralmente, "amt liberi" in tedesco), conquistati nel 1415 durante la conquista dell'Argovia. Uri, che non partecipò a questa conquista, si unì alla loro amministrazione solo nel 1532. Dopo la seconda guerra di Villmergen, furono divisi in due: la parte settentrionale divenne un baliaggio degli otto cantoni, la parte meridionale un baliaggio di Berna, Glarona e Zurigo.[2]
- Anche la contea di Baden divenne un baliaggio di sei cantoni nel 1415, quando fu conquistata l'Argovia (Uri si unì alla sua amministrazione solo nel 1443 e Berna nel 1712). Dopo la seconda guerra di Villmergen, il Baden divenne un baliaggio esclusivo dei cantoni riformati di Berna, Glarona e Zurigo.[3]
- Il Landgraviato di Turgovia, sottratto agli Asburgo nel 1460.
- La contea di Sargans, venduta ai sette cantoni nel 1483 dal conte di Sargans. Berna si unì ai sette cantoni nel 1712.
- Il baliaggio della Rheintal, nel 1490; Appenzello fu aggiunto all'amministrazione nel 1500.